# Abu Kahf (nahija)
Nahija Abu Kahf (ar. ناحية أبو كهف) je nahija u okrugu Manbij, u sirijskoj pokrajini Alep. Po popisu iz 2004. (prije rata), nahija je imala 19.964 stanovnika. Administrativno sjedište je u naselju Abu Kahf.
Nahija je oformljena 2009., izdvajanjem iz nahije Manbij.